# Tustin (Califòrnia)
Tustin és una ciutat del Comtat d'Orange (Califòrnia). Segons el cens de l'1 de gener de 2009 tenia 74.825 habitants.

## Demografia
Segons el cens del 2000, Tustin tenia 67.504 habitants, 23.831 habitatges, i 16.062 famílies. La densitat de població era de 2.286,3 habitants/km².
Dels 23.831 habitatges en un 36,8% hi vivien nens de menys de 18 anys, en un 50,2% hi vivien parelles casades, en un 12,3% dones solteres, i en un 32,6% no eren unitats familiars. En el 24,1% dels habitatges hi vivien persones soles el 5,2% de les quals corresponia a persones de 65 anys o més que vivien soles. El nombre mitjà de persones vivint en cada habitatge era de 2,82 i el nombre mitjà de persones que vivien en cada família era de 3,37.
Per edats la població es repartia de la següent manera: un 26,8% tenia menys de 18 anys, un 9,3% entre 18 i 24, un 38,1% entre 25 i 44, un 18,6% de 45 a 60 i un 7,1% 65 anys o més.
L'edat mediana era de 32 anys. Per cada 100 dones de 18 o més anys hi havia 92,9 homes.
La renda mediana per habitatge era de 55.985 $ i la renda mediana per família de 60.092 $. Els homes tenien una renda mediana de 42.456 $ mentre que les dones 33.688 $. La renda per capita de la població era de 25.932 $. Entorn del 5,8% de les famílies i el 8,5% de la població estaven per davall del llindar de pobresa.

## Poblacions properes
El següent diagrama mostra les poblacions més properes.